# Каррель, Арман
Арма́н Карре́ль (фр. Armand Carrel; 8 мая 1800, Руан — 24 июля 1836, Сен-Манде) — французский журналист, историк и публицист; один из основателей газеты «Le National».

## Биография
Сын руанского коммерсанта, учился в военной сен-сирской школе, поступил на службу в пехотный полк.
Политические условия Реставрации не удовлетворяли свободолюбивого Карреля, и он с сочувствием следил за событиями испанской революции. Когда в 1823 году французское правительство решило послать в Испанию войско для восстановления неограниченной королевской власти, Каррель вышел в отставку и отправился в Испанию для участия в борьбе за свободу. Прибыв в Барселону, Каррель вступил в отряд иностранных волонтеров и участвовал в военных действиях. Отряду этому пришлось вскоре сдаться, и Каррель был предан военному суду в департаменте Восточных Пиренеев. Суд приговорил его к смертной казни, но приговор был отменён из-за нарушения при производстве дела некоторых формальностей. Вторичное рассмотрение дела Карреля военным судом в Тулузе окончилось его оправданием .
По выходе из тюрьмы Каррель поступил секретарем к Огюстену Тьерри, под влиянием которого написал в 1824—1829 годах:
- «Résume de l’histoire d’Ecosse»,
- «Histoire de la Gréce moderne»,
- биографию Поля-Луи Курье,
- «Histoire de la contre-révolution en Angleterre».

Последняя работа, возбудила особенный интерес невольным сближением роли Стюартов с ролью Бурбонов и поставила её автора в ряды видных писателей.
Публицистические и литературные статьи Каррель помещал в «Revue Américaine», «Globe», «Constitutionnel», «Revue française» и «Producteur». В конце 1829 г. Каррель, которого не удовлетворяли существовавшие органы оппозиционной прессы, задумал основать новую газету, с более резким направлением. Она стала выходить 3 января 1830 г. под названием «Le National». Во главе её, кроме Карреля, стали Тьер и Минье; между ними было условлено, что каждый из них будет по очереди в течение года главным редактором издания. Начать должен был Тьер, как старший. Не разделяя многих взглядов Тьера, Каррель в тот первый период не играл большой роли в газете и ограничивался помещением в ней статей литературного характера.
Когда в июле 1830 года были обнародованы известные ордонансы, Каррель подписался под протестом журналистов, инициатива которого исходила из редакции «National», участвовал в борьбе против Карла Х и после торжества революции был послан в западные департаменты с поручением от нового правительства.
Во время своего отсутствия он был назначен префектом, но отказался от этого назначения. Тьер и Минье получили административные посты, вследствие чего Каррель остался единственным главным редактором «National», всецело отдался публицистике и сделался самым влиятельным журналистом своего времени и руководителем той части французского общества, которую не удовлетворяла буржуазная монархия Луи-Филиппа. Значение Карреля росло и ярко выразилось, между прочим, в тех многочисленных знаках сочувствия, которыми был осыпан Каррель, когда в 1833 г. был опасно ранен на дуэли.
22 июля 1836 г. Каррель был смертельно ранен на дуэли с Э. Жирарденом, вызванной нападениями Карреля на спекулятивный характер журнальной деятельности Жирардена. Каррель умер два дня спустя, выразив желание быть похороненным без религиозного обряда. В день погребения на кладбище Сен-Манде собралась десятитысячная толпа. На могиле Карреля была по подписке сооружена его статуя — работы известного скульптора Давида д’Анже, а в 1887 г. ему установлена статуя в родном Руане.

## Издания
- Статьи К. собраны и изданы под заглавием «Oeuvres politiques et littéraires» (1854).
- «История контрреволюции в Англии» переведена на русский язык (СПб., 1866).
- Второй том из Собрания сочинений Карреля (СПб., 1866) был запрещен цензурой.